# Rumjana Petkowa
Rumjana Petkowa (* 15. Oktober 1982) ist eine bulgarische Gewichtheberin.

## Karriere
Petkowa erreichte bei den Europameisterschaften 2002 in der Klasse bis 69 kg den fünften Platz. Auch bei den Weltmeisterschaften 2003 wurde sie Fünfte. 2005 konnte sie bei den Europameisterschaften mit 235,0 kg die Bronzemedaille gewinnen und bei den Weltmeisterschaften erreichte sie den sechsten Platz. Kurz vor den Weltmeisterschaften 2006 wurde sie bei einer Dopingkontrolle positiv auf Stanozolol getestet und für zwei Jahre gesperrt. Nach ihrer Sperre wurde sie bei den Europameisterschaften 2009 und 2010 Sechste und 2012 und 2013 Vierte.